# Ascogaster grahami
Ascogaster grahami är en stekelart som beskrevs av Trevor Huddleston 1984. Ascogaster grahami ingår i släktet Ascogaster och familjen bracksteklar. Arten är reproducerande i Sverige. Inga underarter finns listade.